# Анна та Король
«Анна і Король» — американський біографічний драматичний фільм 1999 року режисера Енді Теннанта за сценарієм Стіва Мерсона та Пітера Крайкса. Фільм заснований на романі 1944 року «Анна і король Сіаму», в якому розповідається про щоденники Анни Леоновенс.

## Сюжет
Анна Леоновенс (Джоді Фостер), британська вдова, приїхала до Сіаму зі своїм сином Луїсом (Том Фелтон), щоб викладати англійську мову, літературу та науку для наслідного принца Чулалонгкорна, спадкоємця короля Монгкута (Чоу Юн-фат). Це вольова, розумна, доблесна і доброзичлива жінка для свого часу, що подобається королю. Монгкут хоче модернізувати Сіам. Він вважає, що це допоможе його країні протистояти колоніалізму та захистити давні традиції, які надають Сіаму його самобутності. З цієї причини він змушує Анну навчати всіх його дітей від двадцяти трьох дружин.
Неочікувано західна чутливість зустрічається з психологією східного володаря. Напруга зростає в міру того, як Монгкут дізнається про заколот, що готується проти нього та його режиму. Коли політична ситуація готова вибухнути, для Анни та Короля залишається єдиний вихід — стати союзниками у відважній боротьбі за порятунок Сіаму від могутніх ворогів, що прагнуть його знищити.